# Steuerburg (Thalitter)
Die Steuerburg ist eine abgegangene Höhenburg in der Gemarkung Thalitter, einem Ortsteil der Gemeinde Vöhl, im nordhessischen Landkreis Waldeck-Frankenberg. Sie ist eine der drei Itterburgen.

## Lage
Sie befindet sich zwischen Thalitter und Obernburg, etwa 800 m nordnordöstlich von Thalitter auf dem Dietrichsberg (393 m über NHN), wenige hundert Meter östlich der im Tal der Itter verlaufenden Bundesstraße 252 von Frankenberg (Eder) nach Korbach. Sie ist über teilweise ausgebaute Waldwege von der Kreisstraße K 25 im Norden oder auch der K 29 im Süden erreichbar.

## Geschichte
Die kleine Burganlage war ursprünglich ein Vorwerk der etwa 400 m weiter südsüdwestlich gelegenen Itterburg, wurde aber später wohl erweitert. Besitzer waren die edelfreien Herren von Itter, später zur Hälfte die mit diesen in Ganerbschaft verbundenen Herren von Löwenstein und schließlich die Gogreve. Wann die Burg errichtet wurde, ist nicht bekannt, ebenso wenig wie der Zeitpunkt ihrer Zerstörung. Sie wird im Jahre 1355 urkundlich erwähnt, als die Brüder Heinemann III. und Adolf von Itter mit denen von Löwenstein einen Burgfrieden um die Itterburg, das unmittelbar südlich davor gelegene Löwensteinsche Haus und die Steuerburg erneuerten.
1588 oder 1589 verkaufte Steuerburg von Löwenstein, der spätere Kommandant der Wasserfestung Ziegenhain, die Anlage mit allem Zubehör an Landgraf Ludwig IV. von Hessen-Marburg; dieser hatte sechs Jahre zuvor den gesamten landgräflich-hessischen Teil der Herrschaft Itter von seinem verstorbenen Bruder Philipp II. von Hessen-Rheinfels geerbt und erwarb danach durch Kauf die übrigen (kleinen) Restteile der Herrschaft Itter.

## Anlage
Die Anlage bestand aus einem starken, gemauerten Bergfried innerhalb eines durch Wall oder Mauer und Graben geschützten Hofes. Ob weitere Bauten innerhalb des Hofes aus Holz oder aus Stein waren, ist nicht bekannt. Die Anlage verfiel spätestens seit der Mitte des 15. Jahrhunderts, als die Itterburg aufgegeben wurde und die neuen Herren der Herrschaft Itter, die Wolff von Gudenberg, ihren Wohnsitz nach Vöhl verlegten. Schon in der Mitte des 19. Jahrhunderts sprach man nur noch von einem Wartturm, von dem nur noch die Grundmauern bestanden und dessen Umgebung von zerfallenem Mauerwerk aus Grauwacke übersät war. Bei Ausgrabungen hatte man ein Kellergewölbe gefunden, in dem sich zahlreiche eiserne Fassreifen und ein mit Eisen beschlagener Tisch befanden.